# Sheepscot River
La Sheepscot River est un fleuve côtier de 106 km de long dans l'État du Maine, au nord-est des États-Unis.

## Cours
La Sheepscot River prend sa source près de Freedom dans le Maine et traverse deux lacs avant d'être rejoint par son bras occidental près de Whitefield.

## Estuaire
L'estuaire de la Sheepscot River est entrecoupé de nombreuses îles. Plusieurs bras assurent la connexion entre l'estuaire et la rivière Kennebec, en aval de la baie de Merrymeeting.